# Simeone Gliubich
Simeone Gliubich (in croato: Šime Ljubić; Cittavecchia, 24 maggio 1822 – Cittavecchia, 19 ottobre 1896) è stato un archeologo, teologo e storico croato.

## Biografia
Nacque a Cittavecchia sull'isola di Lesina, allora parte dell'Impero austriaco, da Pietro Gliubich ed Apollonia Scutteri, originaria di Marsiglia. Secondo alcune note autobiografiche la famiglia paterna, appartenente alla nobiltà bosniaca, si sarebbe trasferita nel XIV secolo in territorio dalmata, allora sotto il dominio della Repubblica di Venezia. Compì gli studi primari nella città natale per poi iscriversi nel 1834 al ginnasio di Zara, passando nel 1837 a Ragusa dove fu allievo degli scolopi, e, tornato a Zara, vi concluse gli studi nel 1842. Si appassionò soprattutto alla poesia e alla letteratura italiana, dilettandosi nella composizione di versi d'ispirazione alfierana, oltre che alla musica, studiando chiarina e violino, e alla matematica. Nel 1840 pubblicò un sonetto composto in occasione della morte del governatore della Dalmazia von Lilienberg mentre l'anno successivo scrisse una tragedia, l'Arato, rimasta inedita; nel 1844 sulla Gazzetta di Zara fu pubblicata la sua biografia in italiano del letterato e storico Gian Francesco Biondi.
Sebbene intenzionato ad entrare nel campo delle costruzioni ferroviarie, mettendo a frutto la propria passione per la matematica, i genitori lo costrinsero a seguire la carriera ecclesiastica, nonostante la sua scarsa vocazione. Entrò in seminario a Zara e l'istruzione ecclesiastica gli consentì di apprendere l'ebraico e l'antico slavo ecclesiastico; entrò in contatto inoltre con numerosi giovani intellettuali dell'epoca, tra cui Božidar Petranović. Sotto la guida di Petar Nižetić si concentrò sulla ricerca e sulla produzione saggistica sul tema della storia culturale e politica della Dalmazia; nel 1845 intervenne sul giornale Zora dalmatinska, l'unico pubblicato in lingua illirica nella regione, sostenendo che le iscrizioni rinvenute su antiche monete testimoniassero l'uso della lingua slava già in epoca antica. Il 2 febbraio 1847 celebrò la prima messa e il successivo 3 aprile divenne secondo cooperatore parrocchiale nella città natale, venendo poi nominato nel 1848 cappellano della guardia nazionale di Cittavecchia; nello stesso periodo fu autorizzato ad aprire in casa propria una scuola che rimase in attività fino al 1855. Fondò inoltre una sala di lettura dedicata al bano Josip Jelačić, iniziando una battaglia a favore della lingua slava, concretizzatasi nella pubblicazione di numerosi articoli che ne auspicavano l'utilizzo nei tribunali e nella pubblica amministrazione, che gli procurò numerosi avversari e gli costò la sollevazione dall'incarico il 19 giugno 1849, venendo sottoposto a controlli settimanali da parte della polizia. Fu reintegrato in poco tempo venendo però trasferito a San Pietro di Brazza, dove entrò comunque in conflitto col suo superiore; nel 1852 fu infatti sospeso dallo svolgimento di qualsiasi ufficio sacerdotale e fu nominato curato del villaggio di Sveta Nedjelja, nei pressi di Lesina.
Decise di dedicarsi all'insegnamento chiedendo, senza successo, un posto di supplente al ginnasio di Capodistria e ottenendo, non è chiaro in quale periodo, il ruolo di professore in un ginnasio di Spalato; contestualmente proseguì gli studi, arricchendo la sua raccolta di iscrizioni e monete e pubblicando nel 1851 un'opera intitolata Nummografia dalmata. Visti gli ottimi risultati dei suoi studenti gli fu permesso di recarsi nel 1854 a Vienna per sostenere un esame come maestro straordinario ginnasiale di lingua illirica davanti ad una commissione presieduta dal celebre slavista Franc Miklošič e poi nuovamente per seguire alcuni cicli di lezioni al termine delle quali conseguì un certificato che lo abilitava all'insegnamento di storia e geografia nei ginnasi. La sua attività di ricerca continuò ad essere incentrata sulla storia e sulla cultura della Dalmazia; individuò le origini dei Dalmati nei popoli Pelasgi pre-ellenici e affermò convintamente la dignità e la vetustà della lingua slava parlata dai Morlacchi. Gliubich sostenne inoltre l'affermazione di un sentimento nazionale jugoslavo in linea col programma politico del vescovo Josip Juraj Strossmayer. A Vienna nel 1856 pubblicò il Dizionario biografico degli uomini illustri della Dalmazia.
Collaborò con l'archeologo Pietro Kandler agli scavi in Istria e Dalmazia, che coinvolsero anche la natia Cittavecchia, e nel 1858 fu nominato corrispondente e poi conservatore del Museo Archeologico di Spalato. Durante questo periodo approfondì i suoi studi di antichistica ed identificò l'antico insediamento di Faria/Pharos proprio con Cittavecchia e non con Lesina, come voleva la tradizione più accreditata. Sempre in Austria proseguì le sue ricerche che lo portarono a trascrivere numerose pergamene e codici antichi sulla storia della Dalmazia conservati presso l'Archivio di Stato Austriaco e presso l'Imperialregia biblioteca; entrò in contatto anche con lo storico tedesco Theodor Mommsen, per cui mise a disposizione la sua ampia raccolta di epigrafi dalmate. Dopo una breve supplenza di storia e lingua illirica presso il ginnasio di Spalato, nel 1857 il Ministro dell'interno Alexander von Bach lo incaricò di ricercare presso l'Archivio dei Frari di Venezia le origini del possesso ottomano delle enclavi di Klek e Sutorina. Fu assunto in servizio sussidiario presso la direzione dell'archivio veneziano, catalogando fondi e riordinando pergamene in greco, turco e arabo oltre che numerose bolle pontificie, e preparò una relazione sui confini ben accolta dal governo imperiale asburgico.
Grazie ad un intervento in suo favore del vescovo Strossmayer, Gliubich poté tornare in patria stabilendosi prima ad Osijek e poi a Fiume, dove fu coinvolto in un accesso dibattito sulla questione dalmata tra autonomisti (i quali sostenevano l'istituzione di una provincia autonoma all'interno dell'Impero asburgico) e annessionisti (i quali sostenevano l'unione della Dalmazia a Croazia e Slavonia), parteggiando per questi ultimi e confutando l'opinione che la civiltà dalmata fosse sempre stata e dovesse mantenere un'impronta italiana. Secondo Gliubich infatti la Repubblica di Venezia avrebbe violato l'autonomia delle città dalmate, noncurante tra l'altro dell'aiuto fornito dai Morlacchi durante le guerre turco-veneziane; giustificò inoltre l'ampio uso dell'italiano nella letteratura dalmata sostenendo che gli scrittori dalmati erano usi operare nella penisola italiana e che, come dimostravano ad esempio le opere di Pietro Ettoreo, si esprimevano comunque anche in croato. L'interpretazione fortemente negativa del dominio veneziano segnò profondamente la storiografia croata così come rafforzò le posizioni degli annessionisti, vista la preoccupazione che con l'unificazione dell'Italia vi sarebbero potute essere rivendicazioni italiane sulla Dalmazia.

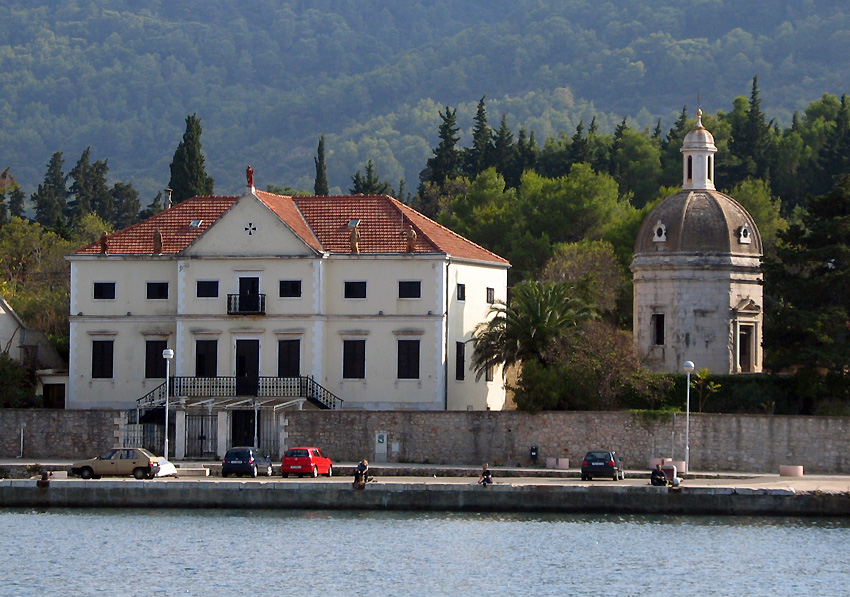
La casa e il mausoleo di Simeone Gliubich a Cittavecchia.

Fu nominato nel 1866 socio dell'Accademia jugoslava delle arti e delle scienze e fu assunto presso il Museo archeologico di Zagabria, di cui fu direttore dal 1878 al 1892; proprio nel 1892 si ritirò nella natia Cittavecchia dove morì e fu poi sepolto nel 1896. Il suo mausoleo è un bene culturale protetto ed è incluso nel Registro dei beni culturali della Croazia.